# Тихоокеанский осётр
Тихоокеа́нский, или зелёный, осётр (лат. Acipenser medirostris) — анадромная рыба семейства осетровых (Acipenseridae). Один из самых крупных представителей осетровых в Северной Америке, достигает длины 2,30 м. Проводит бо́льшую часть жизни в открытых океанических водах и эстуариях. На нерест заходит в реки.

## Таксономия
Впервые зелёного осетра описал Уильям Орвилл Аэрз в 1854 году по экземпляру, отловленному у берегов Калифорнии. Голотип не сохранился. Внешне очень похож на сахалинского осетра (Acipenser mikadoi). Известный русский ихтиолог Л. С. Берг полагал, что они являются одним видом. Недавние исследования, а именно молекулярные данные по трём митохондриальным генам и морфометрические данные дают представление о значительном дистанцировании североамериканской и азиатской форм друг от друга.

## Описание

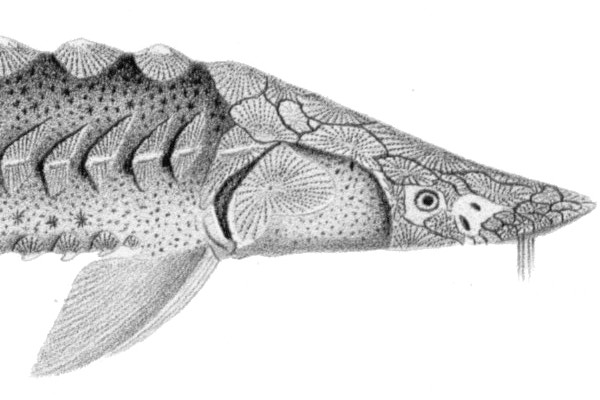
Голова зелёного осетра

Рыло вытянутое, заострённое. Относительная длина рыла меньше, чем у сахалинского осетра (видовое отличие). Рот на нижней стороне головы. Четыре мелкобахромчатых усика расположены в один ряд между ртом и кончиком рыла, ближе ко рту.
Пять продольных рядов костных жучек: в спинном ряду 7—12 жучек, в боковых рядах — по 22—33 жучки, а в брюшных — по 7—12. Тело между спинными и боковыми жучками покрыто костяными пластинками, ниже боковых жучек также имеются мелкие пластинки и зёрнышки.
От анального отверстия до анального плавника один ряд из 1—4 костных пластинок (видовое отличие от белого осетра, у которого 4—8 пластинок, расположенных в 2 ряда).
Анальное отверстие расположено на воображаемой линии между задними частями оснований брюшных плавников (у белого осетра сдвинуто в каудальном направлении).
Спинной плавник с 33—35 мягкими лучами, сдвинут к хвостовому плавнику и располагается почти у хвостового стебля. Анальный плавник с 22—28 мягкими лучами начинается под окончанием спинного плавника.
Крупные и закруглённые грудные плавники расположены на нижней стороне тела и начинаются сразу за жаберными отверстиями.
Начало брюшных плавников около анального отверстия.
Хвостовой плавник гетероцеркальный.
Спинная поверхность тела оливкового или тёмно-зелёного цвета, брюшная — светло-зелёная или желтоватая. Между боковыми и брюшными жучками проходят продольные оливково-зелёные полосы, такая же полоса обычно проходит по середине брюха.
Жаберных тычинок 15—26.
Максимальная длина тела 230 см, масса — 159 кг. Максимальная продолжительность жизни 60 лет.

## Ареал
Имеет наибольший по протяжённости ареал среди всех осетровых Северной Америки. Распространён в западной части Тихого океана от Алеутских островов и залива Аляска на севере до Нижней Калифорнии на юге. В начале XXI века нерестилища были известны только в реках Рог, Кламат и  Сакраменто.

## Биология

### Размножение
Самцы созревают в возрасте 15 лет при длине тела более 130 см, а самки — в возрасте 17 лет при длине тела более 150 см. Нерест не ежегодный. Промежутки между нерестом у самок составляют 3—5 лет, самцы могут нереститься чаще. Начинают заходить в реку в конце февраля и поднимаются вверх по течению на расстояние до 150 км, а в р. Сакраменто — на расстояние более 300 км. Нерест в марте—июле с пиком в апреле—июне при температуре 8—20 °С.
Нерест происходит на глубоких участках основного русла реки с высокой скоростью течения над скалистыми, реже песчаными грунтами. Икра откладывается в расщелины или  трещины в крупных булыжниках. Плодовитость от 60 до 140 тысяч икринок. Икра очень крупная, вероятно, самая крупная среди всех осетровых, достигает в диаметре 4,5 мм. Клейкость икры у зелёного осетра ниже таковой у белого осетра. Оболочка икры также тоньше у зелёного осетра. Продолжительность подвижности сперматозоидов в воде наибольшая среди осетровых и достигает 5 минут, что является адаптивной реакцией на высокую скорость течения в местах нереста.
Температура выше 20—22 °С является летальной для эмбрионов, а при температуре выше 18 °С увеличивается количество эмбрионов с ненормальным развитием и снижается процент вылупления.

### Поведение личинок и молоди
Сразу после вылупления свободные эмбрионы предпочитают держаться в укрытиях между камнями, очень плохо плавают  и могут перемещаться лишь на несколько сантиметров. У зелёного осетра, в отличие от других видов осетровых (но сходно с сахалинским осетром) отсутствует стадия «подъема на плав». Примерно через две недели после вылупления личинки начинают постепенно мигрировать ниже по течению, преимущественно в ночные часы. Ночная миграция личинок не наблюдается у других видов осетровых. Мигрирующие личинки окрашены в тёмный цвет. Молодь в возрасте 84 дней питается круглосуточно с пиком в ночные часы. Миграция молоди к местам зимовки продолжается  вплоть до понижения температуры воды ниже 8 °С. Зимовка происходит в глубоких местах плёсов с низкой освещённостью и наличием крупных камней. Зимой молодь активна только в ночные часы, и уровень активности чётко обусловлен уровнем освещённости.